# Московская теплосетевая компания
Московская теплосетевая компания — теплоэнергетическое предприятие в составе Московской объединённой энергетической компании, обеспечивает теплоснабжение потребителей на территории Москвы и в ряде районов ближайшего Подмосковья.

## Собственники и руководство
Основные владельцы — МОЭК (67,89 %), Правительство Москвы (28,02 %).
Генеральный директор — Свиридов Антон Валерьевич, председатель совета директоров — Бирюков Пётр Павлович.

## Характеристика
Основными видами деятельности компании являются приём и передача тепловой энергии и теплоносителя, техническое обслуживание и ремонт тепловых сетей, а также проектирование и строительство зданий и сооружений для теплоэнергетики.
Выручка (по РСБУ) в 2011 году составила 29,8 млрд руб..
По состоянию на 2012 год предприятие обслуживает более 16 тыс. абонентов и суммарной присоединённой нагрузкой 34,1 тыс. Гкал. Более 44 % (по протяжённости) прокладок тепловых сетей — непроходной канал. Предприятие разделено на 13 эксплуатационных районов (12 в Москве и 1 в Орехово-Зуево), в один район входит 100—300 км сетей, каждый район базируется, как правило, на сетях от одного источника.

## История
Днём основания теплосетевой организации Москвы считается 28 января 1931 года, когда для проектирования, строительства и эксплуатации тепловых сетей решением правительства было создано специализированное предприятие — «Теплосеть Мосэнерго». Первым техническим руководителем стал доктор технических наук, профессор Б. Л. Шифринсон. Тогда же был организован центральный район эксплуатации тепловых сетей. В том же году введена в эксплуатацию 1-я тепломагистраль от ГЭС-1. В 1932 году создан центральный диспетчерский пункт по управлению тепловыми сетями и теплофикационным оборудованием ТЭЦ, общая протяжённость теплосетей в Москве достигла 14 км.
В 1947 году внедрена схема горячего водоснабжения с предвключённым подогревателем и введён в эксплуатацию первый стального дюкер под Москвой-рекой на пироговском радиусе от ТЭЦ-12.
В 1957 году запущена в эксплуатацию первая автоматизированная насосная станция «Горьковская», работающая без дежурного персонала.
К 1997 году протяжённость тепловых сетей в двухтрубном исчислении составила 2286 км.
В 2005 году на базе «Тепловых сетей» создано открытое акционерное общество «Московская теплосетевая компания», в 2006 году компания вошла в структуру МОЭК.
В 2012 году урегулирован ряд споров двух основных поставщиков на теплоэнергетическом рынке Москвы — «Мосэнерго» (подконтрольного «Газпрому») и МОЭК, решено передать из Московских теплосетей в «Мосэнерго» несколько котельных в обмен на 300 км теплосетей. В 2012 году одобрено полное слияние с МОЭК, планируется, что для осуществления сделки будет проведена дополнительная эмиссия акций компании. По состоянию на конец 2012 года фигурирует в структуре МОЭК как «Филиал № 20 „Магистральные тепловые сети“».